# An Cheathrú Rua
An Cheathrú Rua (en anglès Carraroe) és una vila d'Irlanda, a la Gaeltacht de Connemara al comtat de Galway, a la província de Connacht. La vila és famosa pels seus tradicionals vaixells de pesca coneguts com a Galway Hookers (Húicéirí na Gaillimhe). La seva població es troba dispersa per la península de Carraroe entre les badies de Greatman (Cuan an Fhir Mhóir) i Casla (Cuan Chasla). La vila té una platja coral·lina, Trá an Dóilín, feta de coral·lines conegudes com a "maerl".
Es troba enmig de la ruta del Bus Éireann 424 Arxivat 2009-07-10 a Wayback Machine. cap a Galway.

## Situació de l'irlandès
La llengua més parlada a la vila és l'irlandès, més concretament el dialecte de Connacht, potser la vila més poblada de la Gaeltacht de Connemara. Hi ha dues escoles d'estiu per a ensenyar irlandès a estudiants de secundària d'arreu d'Irlanda, que passen tres setmanes amb famílies locals. A la vila també hi ha la redacció del diari en irlandès Foinse, una estació de RTÉ Raidió na Gaeltachta i els estudis de TG4 són a la propera Baile na hAbhann, uns pocs quilòmetres a l'est. L'església catòlica fa els seus oficis en irlandès i totes les classes a les escoles també són en irlandès. Es calcula que a l'àrea d'An Cheathrú Rua hi viuen un total de 2.294 persones, de les que el 83% són parlants nadius d'irlandès.

## Áras Mháirtín Uí Chadhain
Áras Mháirtín Uí Chadhain és un dels centres a la Gaeltacht de l'Oifig na Gaeilge Labhartha (Deparatment d'Irlandès Parlat) de la Universitat Nacional d'Irlanda, Galway. L'Áras va obrir en 1977. El centre rep el nom en honor de l'escriptor Máirtín Ó Cadhain, autor de Cré na Cille ('Pols del cementiri'), obra important de la literatura irlandesa moderna.

## Galeria d'imatges

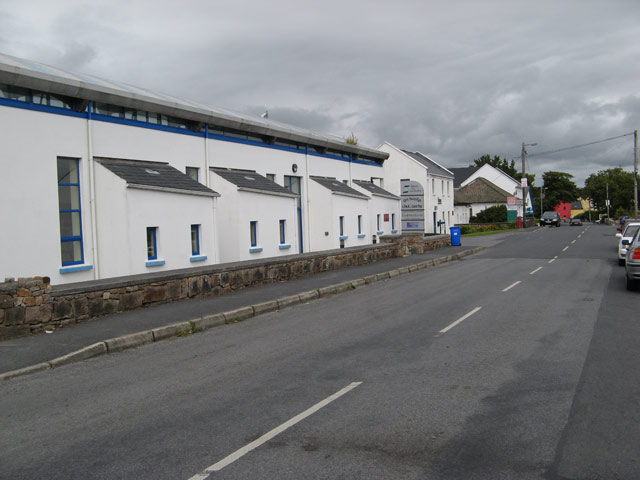
Llibreria d'An Cheathru Rua
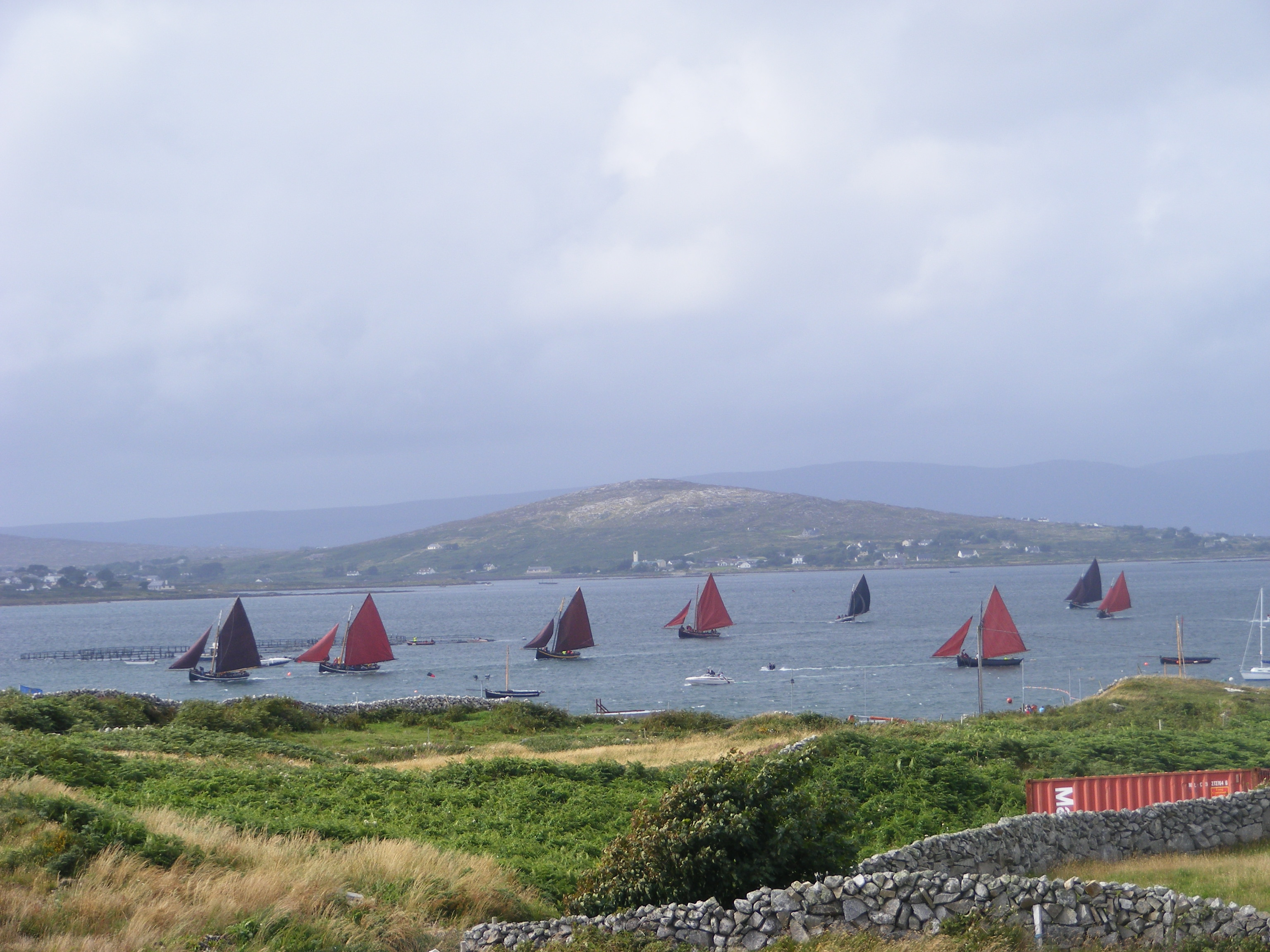
Galway Hookers a Greatmans Bay
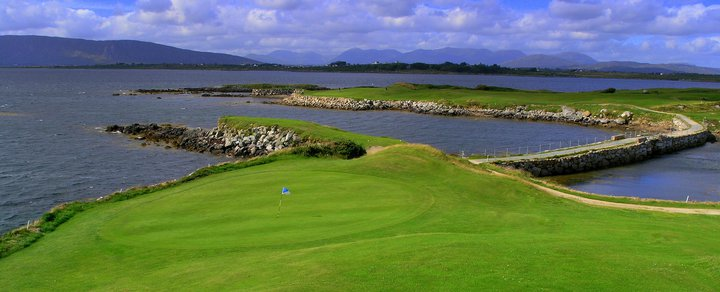
Connemara Isles Golf Club
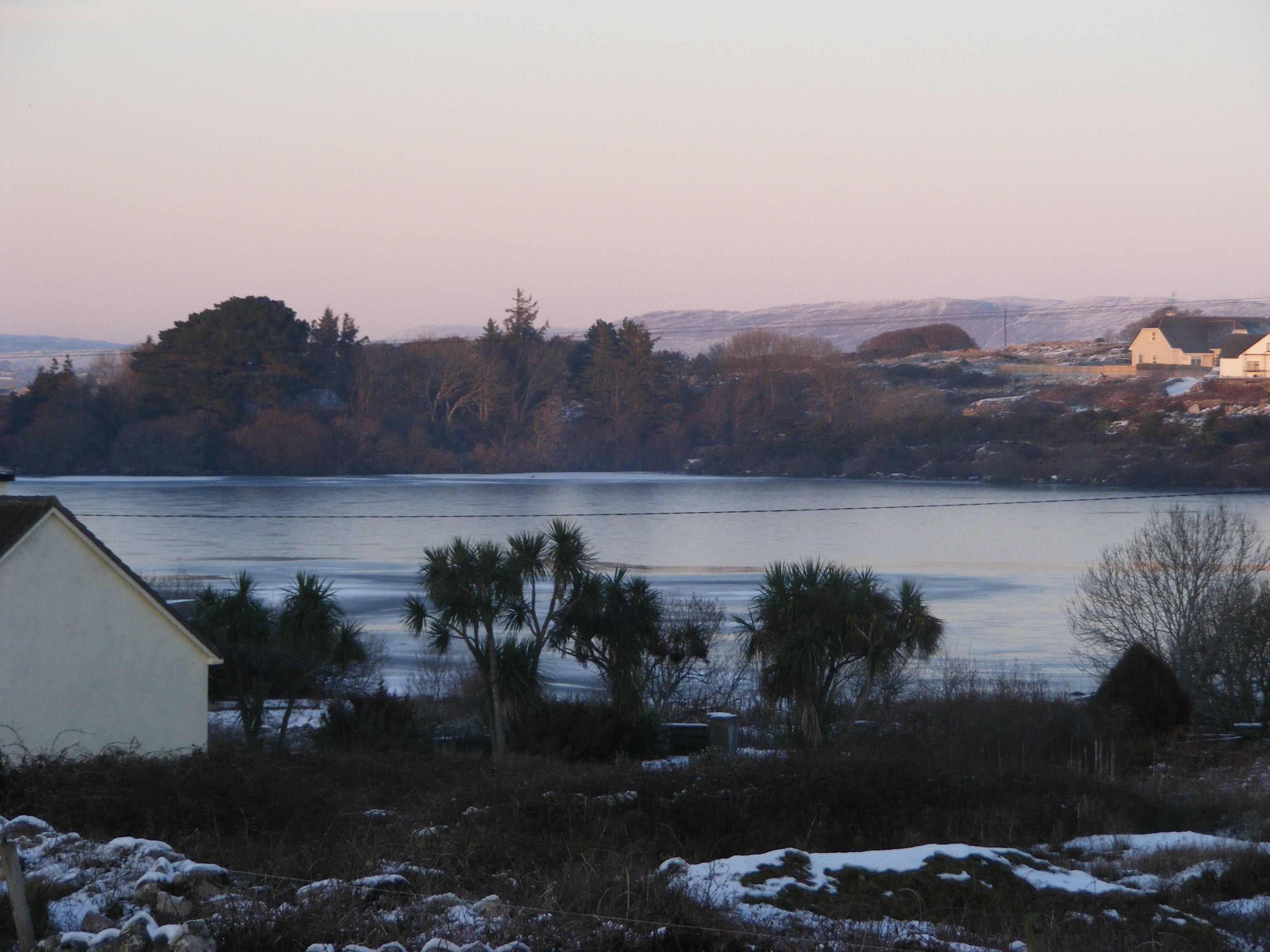
Llac Caladh Thadhg congelat el nadal de 2010